# Francisco "Chirina" Rodríguez
Francisco Rodríguez, más conocido como Chirina, es un futbolista mexicano. Jugó para el Club Deportivo Guadalajara de 1952 a 1953. 

## Clubes
| Club        | País   | Año         |
| ----------- | ------ | ----------- |
| Guadalajara | México | 1952 - 1953 |